# Dorfkirche Jeggeleben

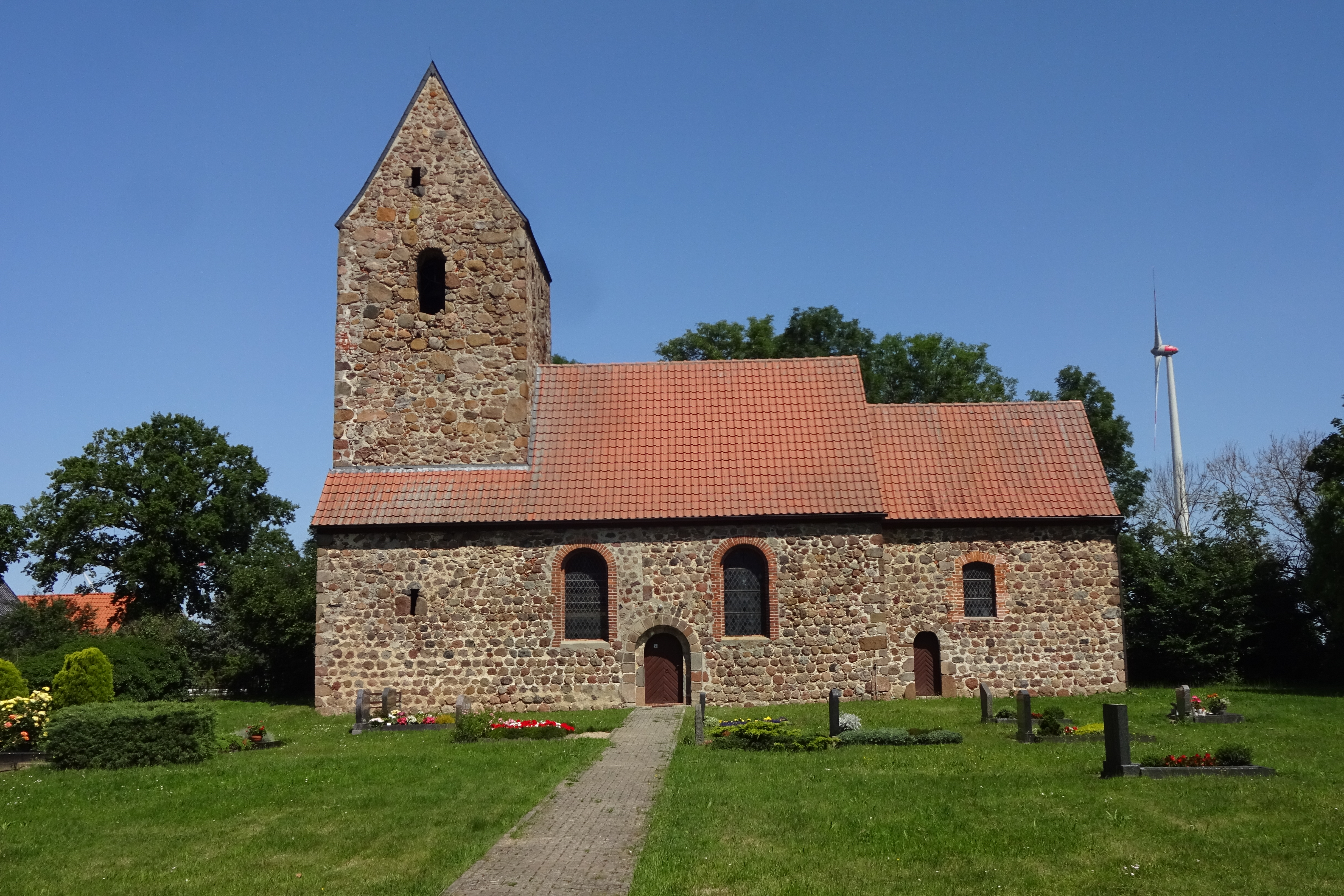
Dorfkirche Jeggeleben

Die evangelische Dorfkirche Jeggeleben ist eine spätromanische Saalkirche im Ortsteil Jeggeleben von Kalbe (Milde) im Altmarkkreis Salzwedel in Sachsen-Anhalt. Sie gehört zum Pfarrbereich Apenburg im Kirchenkreis Salzwedel der Evangelischen Kirche in Mitteldeutschland.

## Geschichte und Architektur
Die Kirche ist ein spätromanisches Feldsteinbauwerk mit eingezogenem Rechteckchor aus der ersten Hälfte des 13. Jahrhunderts mit einem Westquerturm in Schiffsbreite. Ein in die Trennwand zwischen Chor und Schiff eingelassener Schwellbalken ergab nach dendrochronologischer Datierung eine Bauzeit nach 1203. Das Untergeschoss des Turms ist mit einem Tonnengewölbe geschlossen und wird von schartenförmigen Schlitzfenstern nach Norden und Süden erhellt; die darüber liegenden jüngeren und schmaleren Obergeschosse sind mit rundbogigen Fensteröffnungen versehen und werden von einem Satteldach geschlossen. Die Turmspitze wurde 1870 erneuert, sie wurde jedoch zu Beginn der 1960er Jahre wegen Baufälligkeit wieder entfernt. Die Schiffsportale sind in ursprünglicher Form erhalten, das südliche ist ein Stufenportal, das nördliche vermauert. Die vorhandene Priesterpforte und die Fenster an der Nordseite zeigen ebenfalls die ursprüngliche Form. Die letzte Instandsetzung erfolgte im Jahr 1974.
Der Turm ist im Untergeschoss durch einen Rundbogen zum flachgedeckten Schiff geöffnet, der Chor schließt mit einem kuppeligen Kreuzgratgewölbe und ist mit dem Schiff durch einen mit angeschrägter Laibung versehenen Triumphbogen verbunden.

## Ausstattung
Es sind mit Ausnahme des wahrscheinlich mittelalterlichen Altarstipes keine historischen Ausstattungsstücke erhalten. Das Geläut mit zwei Stahlglocken stammt von 1922.